# Serafino Zucchelli
Serafino Zucchelli (Bologna, 12 agosto 1940) è un politico e medico italiano.

## Biografia
Laureato in medicina all'Università di Modena, si è specializzato in malattie dell'apparato digerente sempre a Modena e in medicina interna a Parma. È un convinto assertore della sanità pubblica: fin dal 1965 è iscritto alla Anaao Assomed, associazione medica di cui è stato anche segretario generale dal 2000 al 2006.
Dal 1987 al 1995 è stato il primario dell'ospedale di Castelfranco Emilia, dal 1995 è direttore dell'unità operativa di medicina d'urgenza e pronto Soccorso dell'ospedale civile di modena e dal 1999 dirige il dipartimento di emergenza della AUSL di Modena.
Esponente dei Democratici di Sinistra, dal 18 maggio del 2006 fa parte del secondo governo Prodi in qualità di sottosegretario al Ministero della salute. In particolare ebbe la delega ai rapporti giuridici ed economici in materia di assistenza sanitaria nell'ambito dell'Unione europea, alla profilassi internazionale, alla formazione del personale ministeriale, alle relazioni sindacali, all'Organizzazione mondiale della sanità, ai rapporti con le ambasciate, agli uffici di sanità marittima e aerea, alle relazioni con le università e agli interventi sanitari in caso di emergenze internazionali. Nel 2007 aderisce al neonato PD. Termina il mandato di governo nel maggio 2008
Dal maggio 2011 presidente della Fondazione Onaosi.